# Новоспасовский
Новоспасовский — хутор в Матвеево-Курганском районе Ростовской области.
Входит в состав Екатериновского сельского поселения.

## География
На хуторе имеется одна улица: Новоспасовская.

## История
Информация 1915 года: «Новоспасовский, частновладельческий хутор Екатериновской волости Таганрогского округа при р. Средний Еланчик. Число дворов – 7; число жителей – 84 (46 мужчин, 38 женщин). Относится к Новониколаевскому благочинию Донской епархии. В хуторе есть кирпичный завод. Расположен в 29 верстах от станции Успенская Екатерининской железной дороги».

## Население
| 2010 |
| ---- |
| 32   |